# Битва в проливе Норян
Битва в проливе Норян — последнее крупное столкновение во время японско-корейской войны (1592—1598), состоявшееся между японским флотом против объединённых флотов королевства Чосон и династии Мин. Произошло рано утром 16 декабря (19 ноября по лунному календарю) 1598 года и окончилось с рассветом.
Объединённый флот насчитывал в сумме около 150 кораблей Чосон и китайских кораблей Мин во главе с адмиралами Ли Сунсином и Чэнь Линем. Он атаковал и либо уничтожил, либо захватил более половины из 500 японских кораблей под командованием Симадзу Ёсихиро, пытавшегося соединиться с кораблями Кониси Юкинага. Потрёпанные выжившие корабли Симадзу добрались обратно в Пусан и спустя несколько дней отбыли в Японию. В разгар битвы Ли Сунсин был смертельно ранен пулей из аркебузы и вскоре после этого скончался.

## Предыстория
В связи с неудачами в сухопутных сражениях японские войска были отброшены к сети их крепостей (вэсонов) на юго-восточное побережье Кореи. Тем не менее, вэсоны не могли удерживать всю корейскую армию и в июне 1598 Тоётоми Хидэёси, сэссё, который начал вторжение Японии в Корею (1592—1598), приказал 70 000 японским воинам вернуться на острова. 18 сентября 1598 Хидэёси неожиданно умер в замке Фусими. Японские войска в Корее было приказано вывести обратно в Японию, находящуюся под новым управлением Совета пяти старейшин. Из-за господства на море флотов Чосон и Мин японские гарнизоны в вэсонах не могли отступить, но оставались в относительной безопасности своих фортов.
Вэсон Сунчхон был крайней западной точкой в цепи японских крепостей, в нём находилось 14 000 солдат под командованием Кониси Юкинаги, возглавлявшего японский авангард во время первого вторжения в 1592 году. Ли и Линь заблокировали отступление Кониси, но тот направил множество подарков для подкупа Чена, командующего сухопутными силами Мин, с целью снятия блокады. Для начала Чен согласился отвести флот союзников, но адмирал Ли упорно отказывался подчиниться. Тогда Линь предложил, чтобы союзный флот атаковал меньший по размеру и более уязвимый вэсон, подобный форту в Namhaedo. Ли отверг эту стратегию. Он настаивал, что Кониси, командующий одним из крупнейших вэсонов, решит отойти, если корабли отойдут и вступят в бой где-нибудь в другим месте.
15 декабря около 20 000 японских военных из вэсонов Сунчхон, Косон и Namhae погрузились на 500 кораблей и стали концентрироваться на востоке бухты Норянчжин в попытке прорвать блокаду союзников в Сунчхоне. Командовал этими сводными флотами Симадзу Ёсихиро, командир вэсона Сунчхон.
Целью союзных флотов было предотвратить соединение флота Симадзу с флотом Кониси, а затем атаковать и победить флот Симадзу. Целью флота Симадзу было пересечь бухту Норянчжин, соединиться с кораблями Кониси и отступить в Пусан. Симадзу знал, что Кониси пытается разобщить альянс Чосон-Мин, и надеялся, что они будут связаны боем в другом месте или всё ещё заняты блокадой вэсона Сунчхон, и, следовательно, будут уязвимы для атаки с тыла.

## Битва
15 декабря огромный японский флот был сконцентрирован в восточном конце пролива Норян. Симадзу не был уверен в том, продолжает ли союзный флот удерживать в блокаде вэсон Кониси на их пути для атаки оставленного вэсона дальше на востоке или же блокирует им путь в западной части бухты Норянчжин. В то же время Ли точно знал, где находился Симадзу, так как получил донесения от разведчиков и корейских рыбаков.

## Последствия
Из 500 кораблей под командованием Симадзу по крайней мере 200 были способны своим ходом вернуться в порт Пусана (другие записи династии Чосон утверждают, что остатки флота Симадзу яростно преследовались флотом Ли Сунсина и только 50 кораблям из армады Симадзу удалось сбежать). Кониси Юкинага покинул свой форт 16 декабря и его люди были в состоянии отступить по воде через южную оконечность острова Namhae, минуя как бухту Норянжин, так и место морского сражения. Вместе с тем он знал, что бой в разгаре, но не предпринял никаких усилий для помощи Симадзу. Все японские форты теперь были покинуты, и наземные войска Мин и Чосон перешли в наступление, захватив их и загнав в крепости отставших воинов. Кониси, Симадзу и Като Киёмаса с другими японскими генералами из Армии Левых собрались в Пусане и 21 декабря отправились в Японию. Последние корабли отплыли в Японию 24 декабря, положив конец семилетней войне.
Тело Ли Сунсина доставили в его родной город Асан для захоронения рядом с телом его отца, Ли Чонга (в соответствии с корейской традицией). Суд присвоил ему посмертно ранг министра. В его честь были построены официальные и неофициальные храмы. В 1643 году Ли присвоили титул chungmugong (герцог / лорд верноподданной доблести).
Линь произнёс хвалебную речь на похоронах Ли. Затем он отозвал свои войска в Китай династии Мин и получил высокие воинские почести.

## В популярной культуре
- «Битва в проливе Норян» — южнокорейская кинокартина 2023 года, заключительный фильм трилогии режиссёра Ким Ханмина о морских сражениях Имдинской войны, где показаны как сама битва, так и предшествующие ей события[15].